# 3406 Omsk
Omsk (asteróide 3406) é um asteróide da cintura principal com um diâmetro de 14,68 quilómetros, a 2,4256198 UA. Possui uma excentricidade de 0,1322397 e um período orbital de 1 706,96 dias (4,67 anos).
Omsk tem uma velocidade orbital média de 17,81481295 km/s e uma inclinação de 8,36541º.
Este asteróide foi descoberto em 21 de Fevereiro de 1969 por Bella Burnasheva.